# Кам'яні річки
Кам'яні річки (англ. Stone run), також Куруми (старотюркське qorum) — кам'яні потоки, які утворюються в гірських районах вище лінії снігів і в районах поширення багаторічної мерзлоти завдяки сезонному таненню верхнього шару ґрунту. Кам'яні розсипи і розвали в гірських улоговинах і балках набувають рухомого характеру, оскільки розміщені на зледенілому ложі і є водонасиченими. Ширина потоків досягає десятків і сотень метрів.

## Загальний опис
Як правило, куруми — рухливі скупчення жорстви, щебенисто-брилового матеріалу на схилах різної крутизни (3-45°). Характерні для гірських районів з суворим кліматом, багаторічною і глибокою сезонною мерзлотою. Утворюються в результаті інтенсивного фізичного вивітрювання.
Куруми — це скельна форма рельєфу, що утворилася в результаті ерозії певних різновидів гірських порід, спричинених циклами замерзання-відтавання в перигляціальних умовах протягом останнього льодовикового періоду.
Фактичне формування кам'яних пагорбів включало п'ять процесів: вивітрювання, соліфлюкцію, морозне пучення, сортування морозом та змивання. Кам'яні річки суттєво відрізняються від морен, кам'яних льодовиків та гірських потоків або інших гірських явищ, що включають фактичний потік кам'яних блоків під напругою, достатньою для руйнування цементу або для спричинення дроблення. На противагу цьому, валуни кам'яної річки закріплені досить стабільно, що забезпечує безпечніший її пішохідний перетин.
Кам'яні річки — це скупчення валунів без дрібнішого матеріалу між ними. На Фолклендських островах вони зустрічаються на схилах від 1 до 10 градусів і є продуктом руху маси та сортування каменів протягом минулих періодів холодного клімату. Вони повсюдно зустрічаються в поєднанні з погано сортованими, багатими на глину відкладеннями соліфлюкції.

## Географічне поширення
Фолклендські острови та гора Вітоша (Болгарія) мають велику кількість кам'яних річок. Дуже специфічне поєднання особливих кліматичних умов та різновидів гірських порід, що існували там протягом четвертинного періоду, пояснює як формування кам'яних пагорбів на цих двох територіях, так і їх відсутність у районах з іншими порівнянними природними умовами.
Наприклад, хоча сучасний клімат Фолклендських островів досить схожий на клімат Шотландії, останній був повністю льодовиковим, а не перигляціальним протягом відповідного періоду, що не дозволило б утворити кам'яні річки. З іншого боку, через геологічні та інші особливості південних помірних та субантарктичних територій з кліматичною історією, подібною до Фолклендських (острова Принца Едуарда, острови Крозе, острови Кергелен, острів Маккуорі, острови Кемпбелл або сусідні Вогняна Земля та Патагонія), жоден з них не має форм рельєфу, порівнянних з кам'яними пагорбами Фолклендських островів.
Так само, специфічна геологія Вітоші пояснює досить обмежену кількість прикладів подібних форм рельєфу в інших болгарських або навіть Балканських горах з порівнянним кліматичним записом, серед яких Вітоша є однією з найменших, простягаючись лише на 15 км (9,3 милі) на 10 км (6,2 милі). Однак навіть на цій невеликій території кам'яні вали існують разом з осипами та іншими скельними формами рельєфу, що свідчить про те, що правильні перигляціальні умови та склад гірських порід є необхідними, але не достатніми умовами для формування кам'яних валиків.
Інші приклади кам'яних річок зустрічаються в Англії, зокрема в Стіперстоунс, Шропшир. Вони також відомі в Пенсільванії. Невеликі приклади, ймовірно, дуже поширені там, де відкладення соліфлюкції містять великі концентрації морозостійких кам'яних блоків.

## Фолклендські кам'яні річки
Фолклендські кам'яні річки складаються з твердих кварцитових блоків. Вони більш поширені та більші на Східному Фолкленді, особливо в районі Вікхем-Хайтс, де найбільші з них простягаються на понад 5 км у довжину. Тих, що на Західному Фолкленді та малих островах, менше, і вони менші за розмірами. «Велика долина уламків» Дарвіна, згодом перейменована на Кам'яний шлях Прінсес-стріт на честь Единбурзької Прінсес-стріт, яка на той час була вимощена бруківкою, займає неглибоку долину довжиною 4 км та шириною 400 м, що простягається зі сходу на захід. Ця споруда розташована біля дороги до Порт-Луї, приблизно за 20 км на північний захід від Стенлі.
Ранній опис кам'яних валів Фолклендських островів було надано у звіті французького письменника Антуана-Жозефа Пернеті про його дослідження островів під час французької експедиції 1763–1764 років під командуванням Луї Антуана де Бугенвіля, яка заснувала поселення Порт-Сен-Луї на Східному Фолкленді. Перетинаючи перешийок між затокою Аккарон (Берклі-Саунд) та затокою Марвіль (Сальвадор-Вотер), він детально описав дві конкретні кам'яні річки, які він назвав «Міськими воротами» та «Амфітеатром»:
| Не менш нас вразив вигляд нескінченної кількості каменів усіх розмірів, накинутих одне на одне, і все ж розташованих так, ніби їх недбало наклали, щоб заповнити якісь западини. Ми з ненаситним захопленням милувалися дивовижними творіннями природи.[14] |
Спостереження Пернеті продовжив молодий Чарльз Дарвін, який відвідав Фолклендські острови у 1833 та 1834 роках:
| Пернеті присвятив кілька сторінок опису Пагорба Руїн, послідовні шари якого він справедливо порівняв із місцями амфітеатру. (...) У багатьох частинах острова дно долин надзвичайно вкрите міріадами великих пухких кутастих фрагментів кварцової породи, що утворюють «потоки каміння». Про це з подивом згадував кожен мандрівник з часів Пернеті. Блоки не зношені водою, їхні кути лише трохи затуплені; їх розмір варіюється від одного-двох футів у діаметрі до десяти, або навіть більше ніж у двадцять разів більше. Вони не скинуті разом у неправильні купи, а розкидані рівними шарами або великими потоками. Неможливо встановити їхню товщину, але чути, як вода маленьких струмків сочиться крізь каміння на багато футів нижче поверхні. Фактична глибина, ймовірно, велика, тому що щілини між нижніми фрагментами давно мали бути заповнені піском. Ширина цих шарів каміння коливається від кількох сотень футів до милі; але торф'яний ґрунт щодня заходить на межі і навіть утворює острівці там, де кілька уламків випадково лежать близько один до одного. У долині на південь від затоки Берклі, яку дехто з нашої групи називав «великою долиною уламків», доводилося перетинати безперервну смугу завширшки півмилі, стрибаючи з одного загостреного каменя на інший. Уламки були настільки великими, що, коли мене наздогнала злива, я легко знайшов притулок під одним із них. [15] |

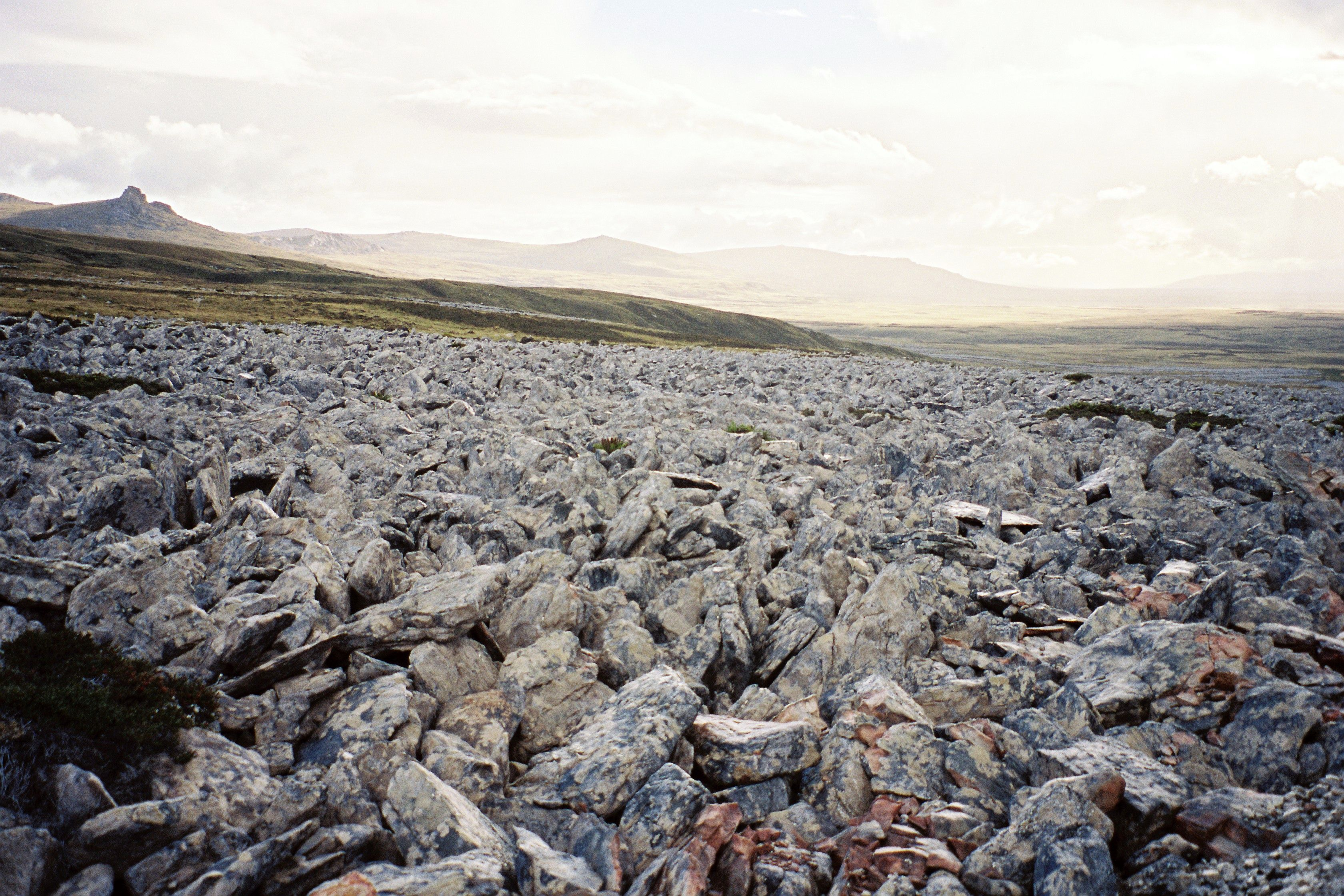
Кам'яна річка на горі Кент, Фолклендські острови
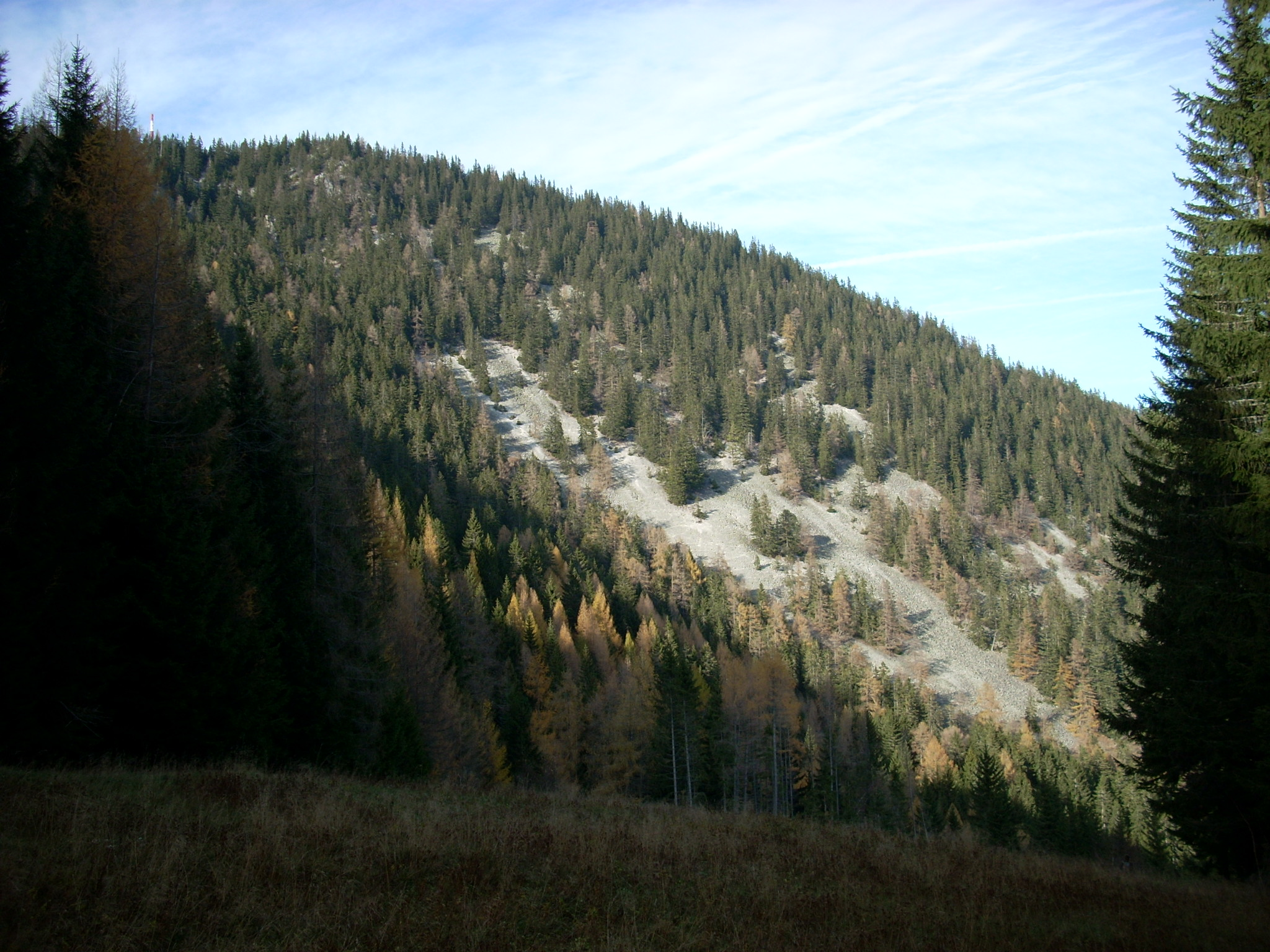
Кам'яна річка на горі Сонячний камінь (англ. Sonnwendstein), Східні Альпи (Штирія, Австрія)
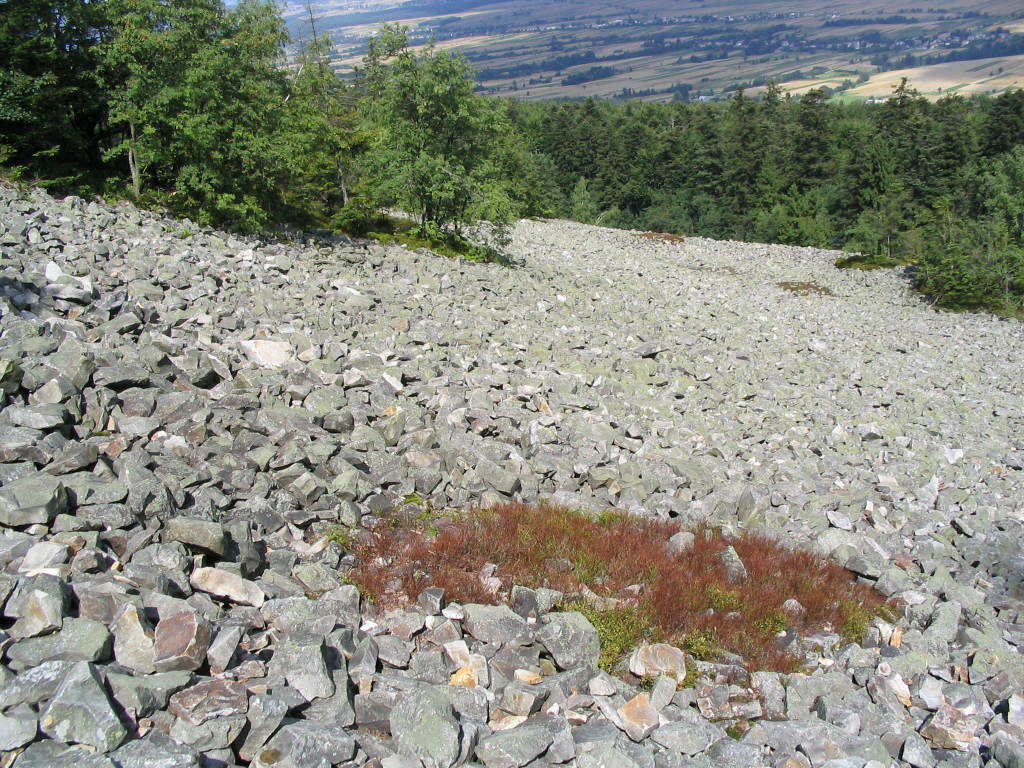
Кам'яний потік на Лисій горі, Свентокшиські гори (Польща)
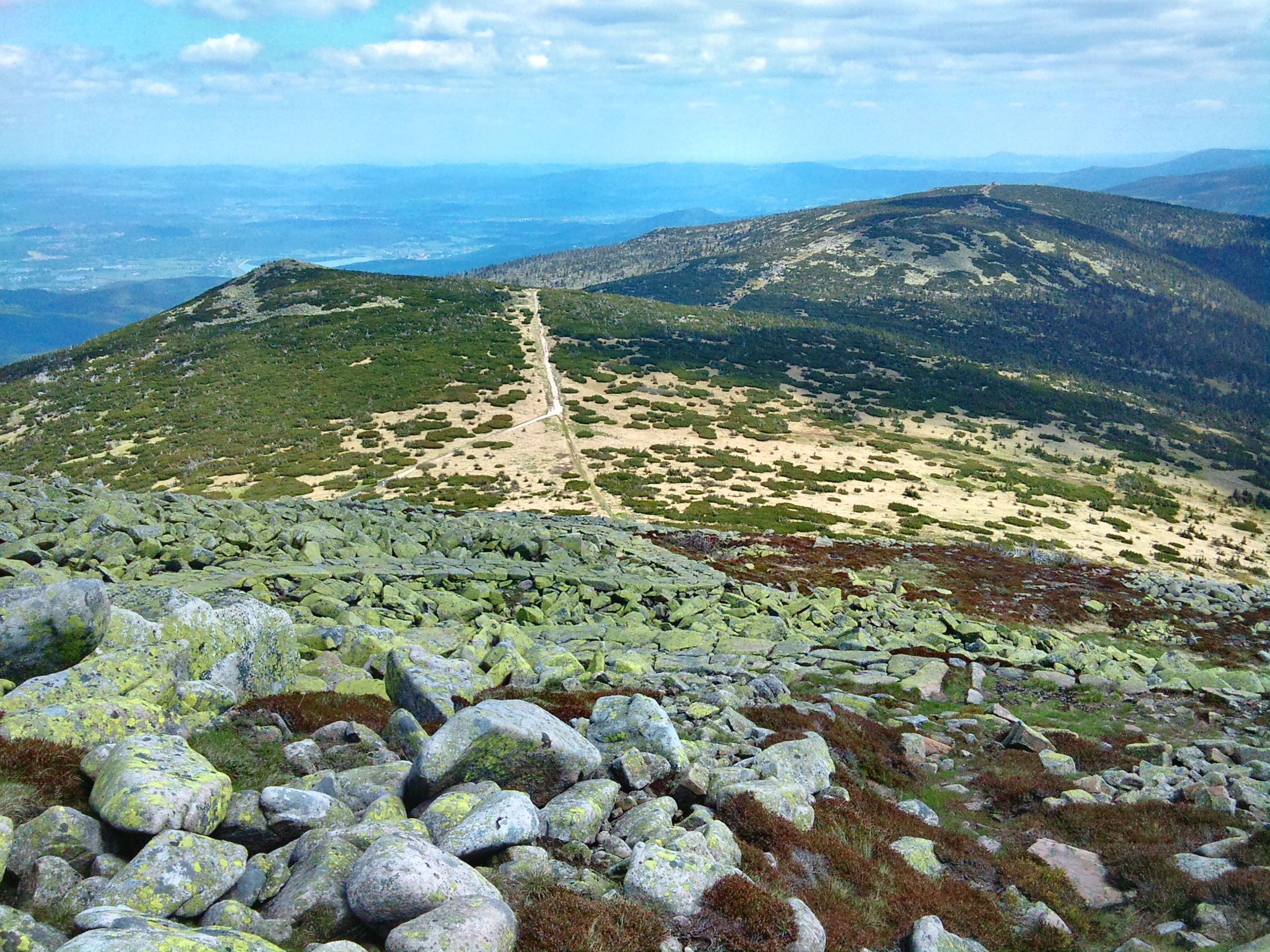
Кам'яний потік на горі Великий шолом (пол. Wielki Szyszak), Карконоші (Польща)

## Інтернет-ресурси
- Image Gallery of Zlatnite Mostove Stone Run
- Large Collection of Images from Stone Runs in Bulgaria

Google views
- Princes Street Stone Run, Falkland Islands
- Zlatnite Mostove (‘Golden Bridges’) Stone River, Vitosha Mountain, Bulgaria